# یوژف توت (بازیکن فوتبال، زاده ۱۹۲۹)
یوژف توت (مجاری: József Tóth; ۱۶ مهٔ ۱۹۲۹ – ۹ اکتبر ۲۰۱۷) بازیکن و مربی فوتبال اهل مجارستان بود.
وی همچنین در تیم ملی فوتبال مجارستان بازی کرده‌است.